# Kusacz Taczanowskiego
Kusacz Taczanowskiego (Rhynchotus taczanowskii) – gatunek średniej wielkości ptaka z rodziny kusaczy (Tinamidae). Występuje w górach Peru i Boliwii. Jest narażony na wyginięcie.

## Systematyka
Gatunek po raz pierwszy zgodnie z zasadami nazewnictwa binominalnego opisali w 1875 roku Philip Lutley Sclater i Osbert Salvin, nadając mu nazwę Nothoprocta taczanowskii. Holotyp odłowił polski zoolog i podróżnik Konstanty Jelski w lokalizacji o nazwie Maraynioc w górach w centralnym Peru. Nazwa gatunkowa została nadana na cześć polskiego ornitologa Władysława Taczanowskiego, autora m.in. Ornithology of Peru (1884–86) ; przesłał on holotyp do zbadania autorom pierwszego opisu. W 2022 roku Almeida et al. włączyli kusacza Taczanowskiego i pozostałe gatunki z rodzaju Nothoprocta do na nowo zdefiniowanego rodzaju Rhynchotus, choć wielu autorów zmiany tej na razie nie uwzględniło.
Nie wyróżnia się podgatunków.

## Zasięg występowania
Kusacz Taczanowskiego występuje w Andach w centralnym i południowo-wschodnim Peru, rzadko w przyległym obszarze zachodniej Boliwii .

## Biotop
Zamieszkuje lasy mgliste, zarośla, pastwiska, pola, otwarte obszary skaliste lub trawiaste, głównie w wilgotnych lub półwilgotnych obszarach górskich. Spotykany na wysokościach 2700–4000 m n.p.m.

## Morfologia
Długość ciała 32,5–36 cm. Obie płcie są do siebie podobne.

## Status
Międzynarodowa Unia Ochrony Przyrody (IUCN) uznaje kusacza Taczanowskiego za gatunek narażony (VU – Vulnerable) nieprzerwanie od 1994 roku. Liczebność populacji szacuje się na 2,5–10 tysięcy osobników, a trend liczebności uznaje się za spadkowy. Do zagrożeń dla tego gatunku należą polowania oraz degradacja siedlisk wskutek działalności człowieka, takiej jak częste wypalanie łąk, wycinka czy wypasanie zwierząt.